# 寶可夢 歐米加紅寶石／阿爾法藍寶石
《寶可夢 歐米加紅寶石／阿爾法藍寶石》是一款由GAME FREAK开发，由任天堂与寶可夢公司联合发行在任天堂3DS上的角色扮演游戏，是系列作《紅寶石／藍寶石》睽違十二年的重製版，亦是第六世代的正统作品之一。
官方首次公布于2014年5月7日，宣布将于2014年11月21日推出《紅寶石／藍寶石》的重製，並隨後宣佈同《X／Y》一样，也將于日本、北美、欧洲、澳洲和韓國同步发售（歐洲地區11月28日發售）。而本作同《X／Y》一样將包含七種語言。

## 游戏概况

### 新增内容
- 本作延續了同《X／Y》中超級进化的設定，並新增20種可進行超級進化的寶可夢，讓玩家有更多樣的選擇。
- 本作還新增了飛行系統，玩家可騎乘「無限寶可夢」拉帝歐斯或拉帝亞斯在豐緣地區的上空冒險，同時一些隱藏地點還有可能出現歷代的傳說寶可夢。

## 銷售
截止至2022年9月，本作在全球已售出1453萬份，為第四暢銷的任天堂3DS遊戲。